# Kyphi
Kyphi (altgriechisch κῦφι), k3pt, k3p, ist eine traditionelle Abendräucherung im alten Ägypten und Opferweihrauch für ägyptische Götter.

## Verwendung
Dem römischen Arzt Rufus zufolge wurde in Heliopolis jeden Abend bei Sonnenuntergang Kyphi zu Ehren von Re verbrannt. Plutarch berichtet, dass in ägyptischen Tempeln dreimal täglich geräuchert wurde, morgens mit Weihrauch, Mittags mit Myrrhe und mit Kyphi am Abend.
In der griechisch-römischen Antike wurde Kyphi sowohl als Trank (z. B. in Wein) als auch als Mittel für Einreibungen verwendet. Auch beim Ausgraben von Zauberpflanzen wurde mit Kyphi geräuchert
Kleopatra VII. verwendete Kyphi als Parfüm, und zwar in solchen Mengen, dass man sie schon vom Ufer aus riechen konnte, bevor ihr Boot gelandet war. Nach Dioskurides (1, 25) diente es als Medizin gegen Asthma.

## Herstellung
Kyphi wurde in Ägypten in eigenen Tempelwerkstätten hergestellt, wobei aus heiligen Schriften gelesen wurde.
Die Rekonstruktionen der Rezepte für Kyphi basieren auf ptolemäischen Inschriften an den Tempeln von Edfu und Philae sowie auf Texten von Plutarch. Mit den Angaben von Plutarch ist die Zubereitung des Kyphi ziemlich genau nachzuvollziehen. Der ägyptische Priester Manetho von Mendes verfasste ein Buch über die Herstellung von Kyphi (Περὶ κατασκευη̑ϛ κυφίων), das nicht überliefert ist. Es haben sich aber einige Fragmente erhalten.
Die Zahl der Zutaten liegt zwischen zehn bei Pedanios Dioscurides, 16 bei Dioskurides, 36 und 50 bei dem Byzantiner Nikolaos Myrepsos.
Mischung 1:
- 4 Teile Weihrauch
- 2 Teile Benzoe
- 2 Teile Mastix
- 2 Teile Myrrhe
- 1 Teil Zeder
- 1 Teil Galgant oder Ingwer
- 1/2 Teil Kalmus oder Eisenkraut
- 1/2 Teil Kardamom
- 7 Rosinen
- 1/2 Teil Zimtrinde
- 1/2 Teil Cassia
- 1/2 Teil Wacholderbeeren
- 1/2 Teil Iris
- 1/2 Teil Zypresse
- einige Tropfen Lotosaroma
- einige Tropfen Wein
- einige Tropfen Honig

Mischung 2:
- 3 Teile Weihrauch
- 2 Teile Benzoe
- 2 Teile Myrrhe
- 1 Teil Wacholderbeeren
- 1/2 Teil Galgant
- 1/2 Teil Zimtrinde
- 1/2 Teil Zeder
- 2 Tropfen Lotusaroma
- 2 Tropfen Wein
- 2 Tropfen Honig
- einige Rosinen